# Plover (hrabstwo Marathon)
Plover – miasto w Stanach Zjednoczonych, w stanie Wisconsin, w hrabstwie Marathon.